# Музей истории Адлерского района
Музе́й исто́рии А́длерского райо́на — краеведческое, научно-исследовательское культурное учреждение, занимающееся изучением и популяризацией истории и географии Адлерского района города Сочи, Краснодарский край, Россия.

## История
Идея создания музея в Адлере принадлежала писателю-краеведу Игорю Константиновичу Недоле. Работниками управления культуры администрации города Сочи и музея истории города-курорта Сочи 1 сентября 1989 года в Адлере открылась музейная экспозиция «Адлерский район с древнейших времен до наших дней» на базе коллекций, созданных ветеранами войны и труда. Инициаторами являлись Герой Советского Союза Стефан Ефимович Войтенко, ветеран войны, заведующий Адлерской библиотекой Роберт Максимович Попов. Этот день и считается днем создания музея истории Адлерского района. Об открытии музея истории Адлерского района управлением культуры Сочинского горисполкома был издан приказ № 247-п от 28.12.1991 г. Этим же приказом музей истории Адлерского района г. Сочи был введен в сеть учреждений культуры Адлерского района г. Сочи. Это здание является памятником истории — в этом доме размещался революционный исполком Адлерского Совета рабочих и солдатских депутатов в 1918 году.

## Коллекция
Основная деятельность музея — изучение истории Адлерского района, что включает в себя: выявление и сбор музейных предметов, изучение и хранение музейных коллекций, проведение экскурсий, выставок, массовых мероприятий, лекций с мультимедийным сопровождением для жителей города и гостей курорта.
Коллектив музея использует и новые формы работы — литературно-музыкальные гостиные, вечера памяти, тематические гостиные, массовые мероприятия с участием музыкальных коллективов. Музей активно сотрудничает с дошкольными, образовательными учреждениями Адлерского района, а также студентами сочинских вузов, библиотекой и другими организациями. Музей уделяет особое внимание жителям района старшего поколения, они являются частыми гостями на мероприятиях музея. Музей имеет огромное количество благодарственных записей в книге отзывов от посетителей. Сотрудники музея не раз награждались благодарственными письмами от организаций, совместно с которыми проводились массовые мероприятия. В настоящее время коллекция музея насчитывает более 18 тыс. ед. хранения. В фондах музея коллекция картин Заслуженного художника РСФСР, члена союза художников РФ, Бронислава Сташевского, коллекция различных предметов, в том числе множество книг с дарственными подписями писателя-краеведа И. К. Недоли. Музей — центр патриотического воспитания молодежи. Задачи коллектива музея — воспитание подрастающего поколения на боевых и трудовых традициях народа родного края.

## Постоянные экспозиции
В зале палеонтологии и археологии представлены палеонтологические находки времен древнего океана Тетис, открытых и пещерных стоянок человека верхнего палеолита, предметы эпохи бронзы и средневековых городищ и поселений. Работы кузнечных мастеров представлены, прежде всего, вооружением (саблями, наконечниками стрел), орудиями труда. В зале «Адлерский район с начала XIX века до 1917 года» рассказывается о создании Черноморской береговой линии: высадке русского десанта 7 июня 1837 года на мыс Константиновский, создании крепости Святого Духа, давшей начало нынешнему Адлеру. В экспозиции представлены документы и предметы, отображающие освоение района в конце XIX — начале XX вв. Уголок предметов быта переселенцев наглядно передает условия народной жизни того времени. Особый интерес представляют фотографии семей первых переселенцев на территорию Адлерского района — русских, украинцев, белорусов, эстонцев, армян, грузин.
Экспонаты зала «Адлерский район в годы революции и гражданской войны. Социально-экономическое развитие района в 1920-40-х годах» повествуют не только о событиях первой русской буржуазно-демократической революции 1905—1907 гг., гражданской войне, но и о создании системы здравоохранения, народного образования в Адлерском районе, о развитии табаководства, о методах борьбы с малярией.
Экспозиция «Город-госпиталь, город-солдат» рассказывает о создании адлерского военного аэродрома, о подвиге врачей и медсестер госпиталя № 3183, о борьбе за перевалы 1942-43 гг., о мужестве, героизме адлерцев в годы Великой Отечественной войне. Пожелтевшие странички писем с фронта повествуют о нелегкой судьбе солдата. Особое внимание уделено нашим землякам — Героям Советского Союза. В выставочном зале музея представлены картины из коллекции художника Бронислава Сташевского, подаренные музею. В течение года этот зал используется для проведения массовых мероприятий, тематических встреч и других больших мероприятий.

## Экскурсии
- Взятие мыса Адлер и основание крепости Святого Духа
- Город-госпиталь, город-солдат
- Довоенный Адлер
- Древнейшие жители Черноморского побережья
- Обзорная экскурсия по залам музея
- Переселенческое движение в Адлерском районе в конце XIX века
- Экскурсия по выставке картин художника Б. Г. Сташевского

## Лекции с мультимедийным сопровождением
- А. А. Бестужев-Марлинский — писатель, декабрист, воин
- Адлерский аэродром
- Высадка десанта и основание крепости Святого Духа
- Герб города Сочи
- Греческая колонизация Северного Причерноморья
- Детство — лучшая пора (о правах ребёнка)
- Екатерина Великая и Кубань
- История Краснодарского края
- История создания российского государственного флага
- Казаки
- Космонавты в гостях у адлерцев
- Мегалитические сооружения Адлерского района (дольмены, черкесский камень)
- Мыс Адлер и лицейские друзья А. С. Пушкина
- Новый год у ворот
- О здоровом образе жизни (о вреде курения, употребления алкоголя и наркотиков)
- Олимпийские игры. История и современность
- Памятные места Адлера (о памятниках военной истории)
- Парк «Южные культуры»
- Пасха
- Переселенческое движение в конце XIX века
- Подвиг людей в белых халатах
- Семья — единство помыслов и дел (посвящено Дню семьи, любви и верности)
- Традиции чаепития
- У самовара
- Уроки мужества (о летчиках, базировавшихся во время ВОВ на Адлерском аэродроме)
- Черкесы
- Чёрное море и его обитатели
- Широкая масленица